# Labytnangi
Labytnangi je asi třicetitisícové město v ruském Jamalo-něneckém autonomním okruhu. Nachází se na levém břehu řeky Ob.

## Etymologie
Kočovní Chantové kdysi narazili na území budoucího města na nevelký modřínový lesík, zvedající se nad tundrou. Postavili zde své čumy a tábořiště nazvali Labytnagi - Sedm modřínů. Chantové věří, že číslo sedm má magickou moc, proto ho často používají ve svých názvech, mytologii a folklóru.

## Historie
První písemná zmínka o osadě pochází z roku 1868. Status města získalo v roce 1975.
Labytnangi je konečnou stanicí železnice, která odtud pokračuje do evropské části Ruska, do Vorkuty. Železnice byla vybudována vězni gulagů počátkem 50. let jako první část velkého projektu, díky němuž měly vlaky začít jezdit až do sibiřské Igarky ležící na řece Jenisej. Projekt, při jehož realizaci zahynuly tisíce vězňů, podporoval Josif Stalin; po jeho smrti byl ukončen.
Sem, do trestanecké kolonie Lední Medvěd (rus. Белый медведь), byl v květnu 2018 převezen z věznice v Kopějsku (Čeljabinská oblast) ukrajinský režisér Oleh Sencov.